# Угон домена
Угон домена — незаконное получение прав на управление доменным именем. Угон домена может стать следствием взлома компьютерной системы регистратора и внесения изменений в его реестр. Другим вектором атаки является использование данных легитимного владельца домена для обмана регистратора. Злоумышленники могут получить доступ к электронной почте жертвы, затем от ее имени, авторизовавшись в панели управления доменом, передать его другому владельцу.
Это может иметь разрушительные последствия для первоначального владельца доменного имени не только в финансовом отношении, поскольку они могли получать коммерческий доход от веб-сайта, размещенного в домене, либо вести бизнес через учетные записи электронной почты этого домена, но также с точки зрения читаемости и / или аудитории для некоммерческих веб-адресов. После успешного угона угонщик может использовать доменное имя для облегчения другой незаконной деятельности, такой как фишинг, спам или даже распространение вредоносных программ, что приводит к дополнительному ущербу третьим лицам в случае неправомерной утраты и неправомерного приобретения домена.

## Описание
Взлом домена может быть осуществлен несколькими способами, как правило, путем несанкционированного доступа или использования уязвимости в системе регистратора доменных имен, с помощью социальной инженерии или проникновения в учетную запись электронной почты владельца домена, связанную с регистрацией доменного имени.
Частая тактика, используемая похитителями доменов, заключается в том, чтобы использовать полученную личную информацию о фактическом владельце домена, чтобы выдать себя за него, и убедить регистратора домена изменить регистрационную информацию и / или передать домен другому регистратору — форма кражи личных данных. Как только это было сделано, угонщик полностью контролирует домен и может использовать его или продать его третьему лицу.
Другие методы включают уязвимость электронной почты, уязвимость на уровне регистрации домена, кейлоггеры и фишинговые сайты.
Ответы на обнаруженные угоны различаются; иногда информация о регистрации может быть возвращена в исходное состояние текущим регистратором, но это может быть более трудным, если доменное имя было передано другому регистратору, особенно если этот регистратор находится в другой стране. Если украденное доменное имя было передано другому регистратору, проигравший регистратор может обратиться к Политике разрешения споров по передаче регистратора ICANN, чтобы добиться возврата домена.
В некоторых случаях утерявший регистратор доменного имени не может восстановить контроль над доменом, и владельцу доменного имени может потребоваться обратиться в суд с иском о возврате домена по решению суда. В некоторых юрисдикциях полиция может арестовать причастных киберпреступников, или прокуроры могут предъявить обвинительный акт.
Хотя правовой статус захвата домена ранее считался неясным, некоторые федеральные суды США, в частности, начали принимать причины иска, требующие возвращения украденных доменных имен. Угон домена аналогичен краже, поскольку первоначальный владелец лишен преимуществ домена, но кража традиционно относится к конкретным товарам, таким как ювелирные изделия и электроника, тогда как право собственности на доменное имя хранится только в цифровом состоянии реестра доменных имен. По этой причине судебные иски о восстановлении похищенных доменных имен чаще всего регистрируются в месте нахождения соответствующего реестра доменов. В некоторых случаях жертвы добивались восстановления украденных доменных имен с помощью ICANN (Единая политика разрешения доменных споров (UDRP), но ряд комиссий UDRP постановили, что политика не подходит для случаев, связанных с кражей доменов. Кроме того, полиция может арестовать киберпреступников.